# Amīr Aṣlān Afshār
Amīr Aṣlān Afshār (en persan : امیراصلان افشار), né le 21 novembre 1922 à Téhéran (Iran) et mort le 18 février 2021, à Nice, est un ambassadeur de l'Iran du temps du règne du chah d’Iran Mohammad Reza Pahlavi, dont il fut son dernier grand maître des cérémonies du Palais (équivalent de chef du protocole).

## Distinctions et hommages
- 1963 :  Commandeur de la Légion d'honneur par le Président de la République Charles de Gaulle.
- 1965 : Ordre du Mérite de la République d'Autriche.

## Œuvres
- Amīr Aṣlān Afshār, Mémoires d'Iran : Complots et trahisons, Paris, Mareuil Éditions, 4 décembre 2015, 505 p. (ISBN 978-2-37254-018-6)
- Contribution sur le site d'information Atlantico